# 7680 Cari
7680 Cari è un asteroide della fascia principale. Scoperto nel 1996, presenta un'orbita caratterizzata da un semiasse maggiore pari a 2,7000425 UA e da un'eccentricità di 0,2095668, inclinata di 8,70151° rispetto all'eclittica.